# Sexdrega kyrka
Sexdrega kyrka är en kyrkobyggnad i Svenljunga kommun. Den är församlingskyrka i Sexdrega församling i Göteborgs stift.

## Historia
En äldre kyrka har funnits på platsen. Rester av ett gammalt stenaltare påträffades 1951 vid en restaurering av koret. Den gamla kyrkan ska även ha haft takmålningar.

## Kyrkobyggnaden
Nuvarande stenkyrka uppfördes åren 1810-1811 och är stiftets första i nyklassicistisk stil. Den är vitputsad och har långhus med sadeltak, tegel på taket, torn i väster med en kopparbeslagen lanternin och en absidformad sakristia i öster. Den har en något tyngre exteriör och något smalare fönster än de nyklassicistiska kyrkor som uppfördes mot 1800-talets mitt.
Just då kyrkobygget höll på att avslutas, slog åskan ned i tornet och orsakade stor förstörelse. Tre personer omkom och nästan tvåhundra skadades. Reparationerna blev omfattande och tog ett år att genomföra. Kyrkan renoverades 1857 och genomgick en större restaurering 1951 under ledning av arkitekt Axel Forssén då bland annat altartavlan från den gamla kyrkan återfick sin ursprungliga färgsättning.

## Inventarier

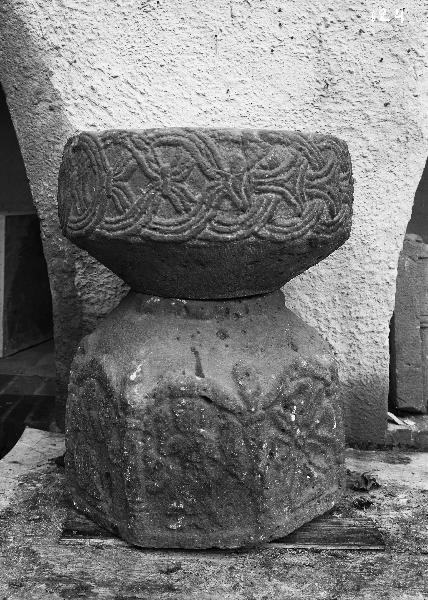
Mäster Andreas dopfunt.

- Dopfunten av sandsten är tillverkad under 1100-talet i två delar. Höjd: 32 cm. Upphovsman är stenmästaren Andreas, som är känd till namnet genom att han signerat två av sina dopfuntar: de som ursprungligen tillhört Gällstad och Finnekumla kyrkor, idag på Statens historiska museum. Cuppan är cylindrisk med skrånande undersida. Runt livet finns en ringkedjefris. Foten är nedtill åttakantig, men övergår upptill i rund form som avslutas med en vulst. På fotens liv finns rundbågiga arkader med följande scener och figurer: Guds lamm, kors, växtornament, blomma, man med fotsid dräkt och höjd hand, liknande mansfigur fast med svärd, liknande fast med kräkla. Centralt uttömningshål. Funten är svårt skadad, främst genom vittring.[1]
- Predikstolen med femsidig svart korg anses, liksom altartavlan, vara från 1600-talet. De konserverades vid 1951 års renovering.

### Orglar
- Den första orgeln, placerad på läktaren över altaret, var byggd 1831 av Mårten Bernhard Söderling och dennes son Johan Nikolaus och hade nio stämmor.
- Den ersattes av en orgel placerad på läktaren i väster, byggd av Levin Johansson 1892, med nio stämmor. Den byggdes 1912 ut av Kaspar Thorsell till tretton stämmor fördelade på två manualer och pedal. År 1949 svarade Tostareds Kyrkorgelfabrik för ombyggnad och utbyggnad till 21 stämmor.
- Nuvarande helmekaniska orgelverk är tillverkat av Lindegren Orgelbyggeri AB och levererat 1967. Levin Johanssons fasaden från 1892 har bibehållits. Orgeln har tjugo stämmor fördelade på två manualer och pedal.[2][3]

### Klockor
Kyrkan har två klockor. Storklockan bär inskriften: När du kallas af mitt ljud. Kom att med uppmärksamt öra, Och med andakt ordet höra, Tjäna, dyrka, ära Gud.